# Hannes Wirlinger
Hannes Wirlinger (geboren 1970 in Linz) ist ein österreichischer Drehbuch- und Jugendbuchautor.

## Leben
Wirlinger wuchs in Niederösterreich auf und ging nach der Matura zum Studium in die Hauptstadt. Er studierte Kommunikationswissenschaft und Politologie an der Universität Wien. Später absolvierte er die Drehbuchschule Wien. Seit 2003 ist er freier Drehbuchautor und verfasste zahlreiche Fernsehdrehbücher für die Dokumentarbericht-Serie Fokus Mord und die Krimiserie SOKO Kitzbühel. Auch für die Kinder-TV-Serie Hexe Lilli schrieb er 2014 eine Episode. Der Autor ist Mitglied im Drehbuchverband Austria.
Sein Romandebüt „Der Vogelschorsch“ (2019) schildert die Last zerrütteter Elternhäuser, Freundschaft, Tod und Liebe aus der Sicht der 14-jährigen Lena, ihr Notbündnis mit dem 17-jährigen Georg, dem introvertierten Außenseiter „Vogelschorsch“. Für die Erstellung bekam er ein sechsmonatiges Arbeitsstipendium mit insgesamt 7800 Euro, die höchste Literatur-Staatsförderung Österreichs. Das Buch stand auf der Bestenliste des Deutschlandfunks „7 für junge Leser“ im August 2019.
Hannes Wirlinger lebt und arbeitet in Wien.

## Werke
- Der Vogelschorsch, Jugendroman mit Illustrationen von Ulrike Möltgen, Verlag Jacoby und Stuart, Berlin 2019. 304 S., ISBN 978-3964-28031-2.[6]

## Auszeichnungen
- 2017: Mira-Lobe-Stipendium von der Literaturabteilung des österreichischen Bundeskanzleramtes
- 2020: Österreichischer Kinder- und Jugendbuchpreis für Der Vogelschorsch (zusammen mit Ulrike Möltgen)

## Belege
1. ↑  Autorenprofil beim Verlag Jacoby & Stuart, abgerufen am 7. August 2019.
2. ↑  Hannes Wirlinger bei Crew United, abgerufen am 7. August 2019.
3. ↑  Mitgliederliste online des Drehbuchverbands Austria, abgerufen am 7. August 2019.
4. 1 2  Autorenprofil Hannes Wirlinger, abgerufen am 7. August 2019.
5. ↑  Bücher für junge Leser: Die besten 7 im Monat August, Deutschlandfunk vom 3. August 2019, abgerufen am 7. August 2019.
6. ↑  Kevin Hanschke: Jugendroman „Der Vogelschorsch“ : Wofür steht der Rabe?, Rezension in der FAZ vom 6. August 2019, abgerufen am 7. August 2019.

| Personendaten    | Personendaten                                     |
| ---------------- | ------------------------------------------------- |
| NAME             | Wirlinger, Hannes                                 |
| KURZBESCHREIBUNG | österreichischer Schriftsteller und Drehbuchautor |
| GEBURTSDATUM     | 1970                                              |
| GEBURTSORT       | Linz                                              |